# のぞみ橋

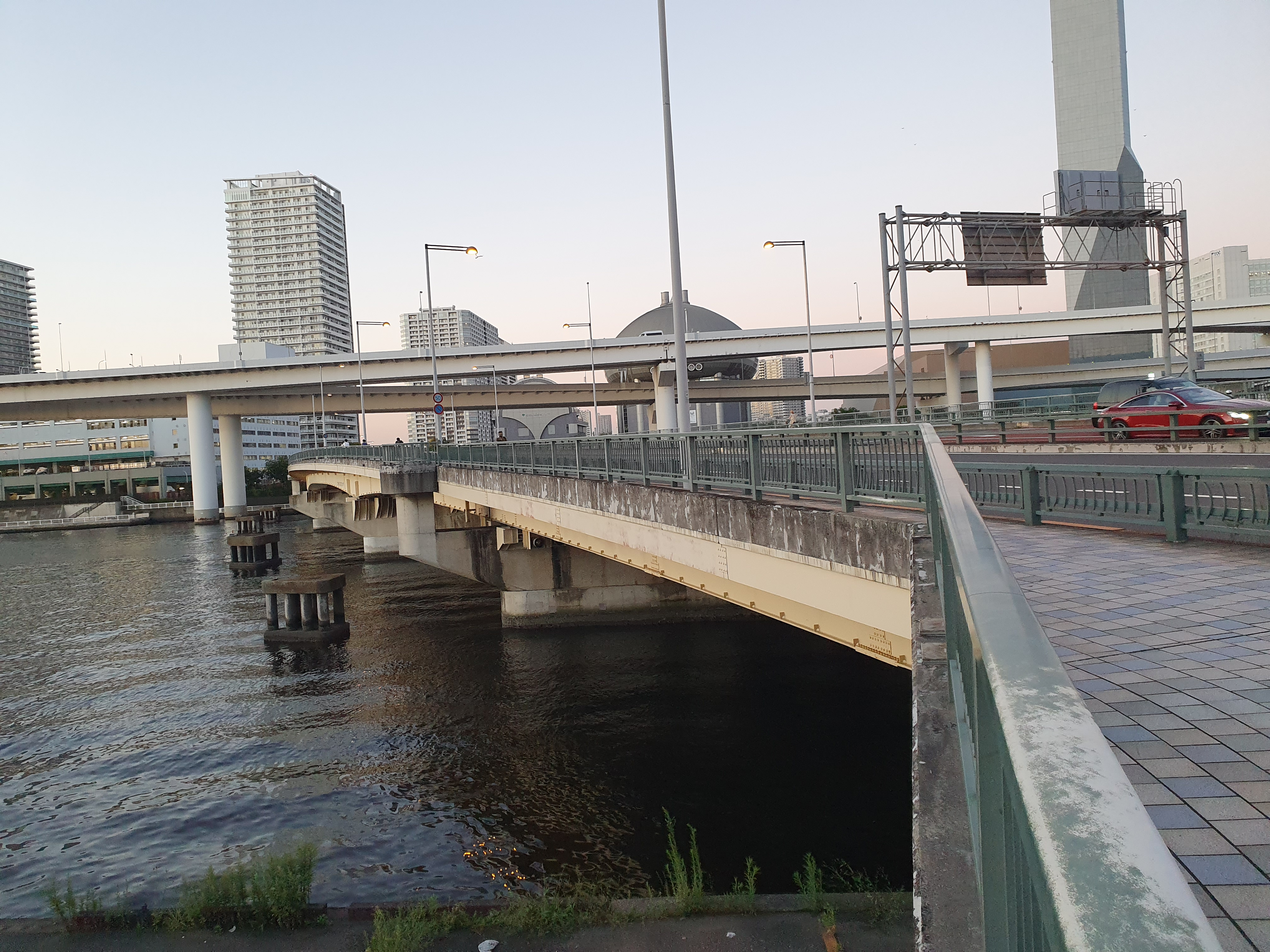
お台場から見たのぞみ橋

のぞみ橋（のぞみばし）は有明西運河をまたぎ東京都江東区有明と港区台場を結ぶ橋である。「のぞみばし」とも書く。長さ246.9メートル。4径間鋼製桁橋。

## 概要
同運河をまたぐ新都橋、有明橋、青海橋、夢の大橋、あけみ橋と平行するように架かり、その中で一番北にある。そのため、南方向を眺めると、橋が多く架かる様子から未来都市を思わせる。 
ここは知る人ぞ知る夜景の穴場スポットで、橋上では360度のパノラマが広がり、港区東京臨海副都心や東京タワー・レインボーブリッジや、頭上に曲線美を描く首都高速道路、橋下に行き交う屋形船なども見える。

## アクセス
鉄道
- ゆりかもめ：お台場海浜公園駅下車、徒歩2分。
- りんかい線：東京テレポート駅下車、徒歩5分。

バス
「お台場海浜公園駅前」（徒歩2分）
- 都営バス（東京都交通局）
  - 海01系統
  - 波01出入
- 京浜急行バス
  - 横浜駅-お台場 高速バス
- kmモビリティサービス
  - お台場レインボーバス

「有明一丁目」（徒歩2分）
- 都営バス
  - 海01系統
  - 東16系統
  - 都05-2系統

## 周辺施設
- 有明スポーツセンター
- 有明テニスの森公園
- お台場海浜公園